# 托尔 (艾奥瓦州)
托爾（英語：Thor）是一個位於美國愛荷華州洪堡縣的城市。

## 地理
托爾的座標為43°41′19″N 93°02′56″W / 43.68861°N 93.04889°W，而該地的平均海拔高度為347米（即1138英尺）。

## 人口
根據2010年美國人口普查的數據，托爾的面積為2.59平方千米，當中陸地面積為2.59平方千米，而水域面積為0.00平方千米。當地共有人口186人，而人口密度為每平方千米71人。